# Monnières (Loire-Atlantique)
Pour les articles homonymes, voir Monnières.
Monnières est une commune de l'Ouest de la France, située dans le département de la Loire-Atlantique, en région Pays de la Loire.

## Géographie

Situation de la commune de Monnières dans le département de la Loire-Atlantique.

### Localisation
Monnières est situé dans le Vignoble nantais, dans la vallée de la Sèvre nantaise, à 20 km au sud-est de Nantes et 10 km au nord-ouest de Clisson.

### Accès et transport
La commune est traversée dans le sens nord-sud par la route départementale 7 entre Le Pallet et Maisdon-sur-Sèvre et dans le sens est-ouest par la route départementale 76 entre Gorges et Maisdon-sur-Sèvre
|                   | Le Pallet               |        |
| Maisdon-sur-Sèvre | Monnières               | Gorges |
|                   | Saint-Lumine-de-Clisson |        |

### Géologie
La Commune de Monnières a une géologie diversifiée. On y trouve principalement du gabbro,
des amphibolites, des gneiss, du quartz, de la pegmatite et de la leptynite et aussi quelques roches granits et orthogneiss.

### Hydrographie
La Sèvre nantaise, affluent de la Loire, sert de limite entre Monnières et les communes du Pallet et de Gorges. Le pont de Monnières est la limite amont de navigabilité de la Sèvre nantaise.

### Climat
Pour des articles plus généraux, voir Climat des Pays de la Loire et Climat de la Loire-Atlantique.
En 2010, le climat de la commune est de type climat océanique franc, selon une étude du CNRS s'appuyant sur une série de données couvrant la période 1971-2000. En 2020, Météo-France publie une typologie des climats de la France métropolitaine dans laquelle la commune est exposée à un climat océanique et est dans la région climatique Bretagne orientale et méridionale, Pays nantais, Vendée, caractérisée par une faible pluviométrie en été et une bonne insolation.
Pour la période 1971-2000, la température annuelle moyenne est de 11,9 °C, avec une amplitude thermique annuelle de 13,7 °C. Le cumul annuel moyen de précipitations est de 852 mm, avec 12,5 jours de précipitations en janvier et 6,4 jours en juillet. Pour la période 1991-2020, la température moyenne annuelle observée sur la station météorologique de Météo-France la plus proche, « Haie-Fouassière », sur la commune de La Haie-Fouassière à 4 km à vol d'oiseau, est de 12,8 °C et le cumul annuel moyen de précipitations est de 858,5 mm,. Pour l'avenir, les paramètres climatiques de la commune estimés pour 2050 selon différents scénarios d'émission de gaz à effet de serre sont consultables sur un site dédié publié par Météo-France en novembre 2022.
| Mois                                  | jan.             | fév.           | mars           | avril         | mai             | juin           | jui.          | août           | sep.          | oct.            | nov.            | déc.           | année     |
| ------------------------------------- | ---------------- | -------------- | -------------- | ------------- | --------------- | -------------- | ------------- | -------------- | ------------- | --------------- | --------------- | -------------- | --------- |
| Température minimale moyenne (°C)     | 3,2              | 2,7            | 4,5            | 6,2           | 9,5             | 12,3           | 13,9          | 13,7           | 10,9          | 8,9             | 5,6             | 3,5            | 7,9       |
| Température moyenne (°C)              | 6,3              | 6,6            | 9,2            | 11,6          | 15,1            | 18,2           | 20            | 19,9           | 17            | 13,5            | 9,3             | 6,7            | 12,8      |
| Température maximale moyenne (°C)     | 9,3              | 10,6           | 13,9           | 17            | 20,6            | 24,1           | 26,1          | 26,2           | 23            | 18              | 12,9            | 9,9            | 17,6      |
| Record de froid (°C) date du record   | −13,2 20.01.1963 | −14 10.02.1986 | −10,8 01.03.05 | −4 01.04.1963 | −0,6 14.05.1995 | 1,5 02.06.1962 | 6 07.07.1962  | 4,6 20.08.1964 | 1,3 26.09.10  | −4,6 30.10.1997 | −7,5 21.11.1993 | −12 28.12.1962 | −14 1986  |
| Record de chaleur (°C) date du record | 18,5 27.01.03    | 24,1 27.02.19  | 26 20.03.05    | 30,2 30.04.05 | 33,6 26.05.17   | 39,6 27.06.19  | 39,5 23.07.19 | 40,5 07.08.20  | 36 01.09.1961 | 28,8 03.10.11   | 22,9 01.11.15   | 19 16.12.1989  | 40,5 2020 |
| Précipitations (mm)                   | 96,5             | 72,2           | 61,5           | 63,1          | 58,5            | 48,1           | 45            | 50             | 67,8          | 91,4            | 97,9            | 106,5          | 858,5     |

## Urbanisme

### Typologie
Au 1er janvier 2024, Monnières est catégorisée commune rurale à habitat dispersé, selon la nouvelle grille communale de densité à sept niveaux définie par l'Insee en 2022.
Elle est située hors unité urbaine. Par ailleurs la commune fait partie de l'aire d'attraction de Nantes, dont elle est une commune de la couronne,. Cette aire, qui regroupe 116 communes, est catégorisée dans les aires de 700 000 habitants ou plus (hors Paris),.

### Occupation des sols
L'occupation des sols de la commune, telle qu'elle ressort de la base de données européenne d’occupation biophysique des sols Corine Land Cover (CLC), est marquée par l'importance des territoires agricoles (92,6 % en 2018), en diminution par rapport à 1990 (93,4 %). La répartition détaillée en 2018 est la suivante : 
cultures permanentes (63,1 %), zones agricoles hétérogènes (18,2 %), prairies (11,3 %), zones urbanisées (6,3 %), forêts (1,1 %). L'évolution de l’occupation des sols de la commune et de ses infrastructures peut être observée sur les différentes représentations cartographiques du territoire : la carte de Cassini (XVIIIe siècle), la carte d'état-major (1820-1866) et les cartes ou photos aériennes de l'IGN pour la période actuelle (1950 à aujourd'hui).

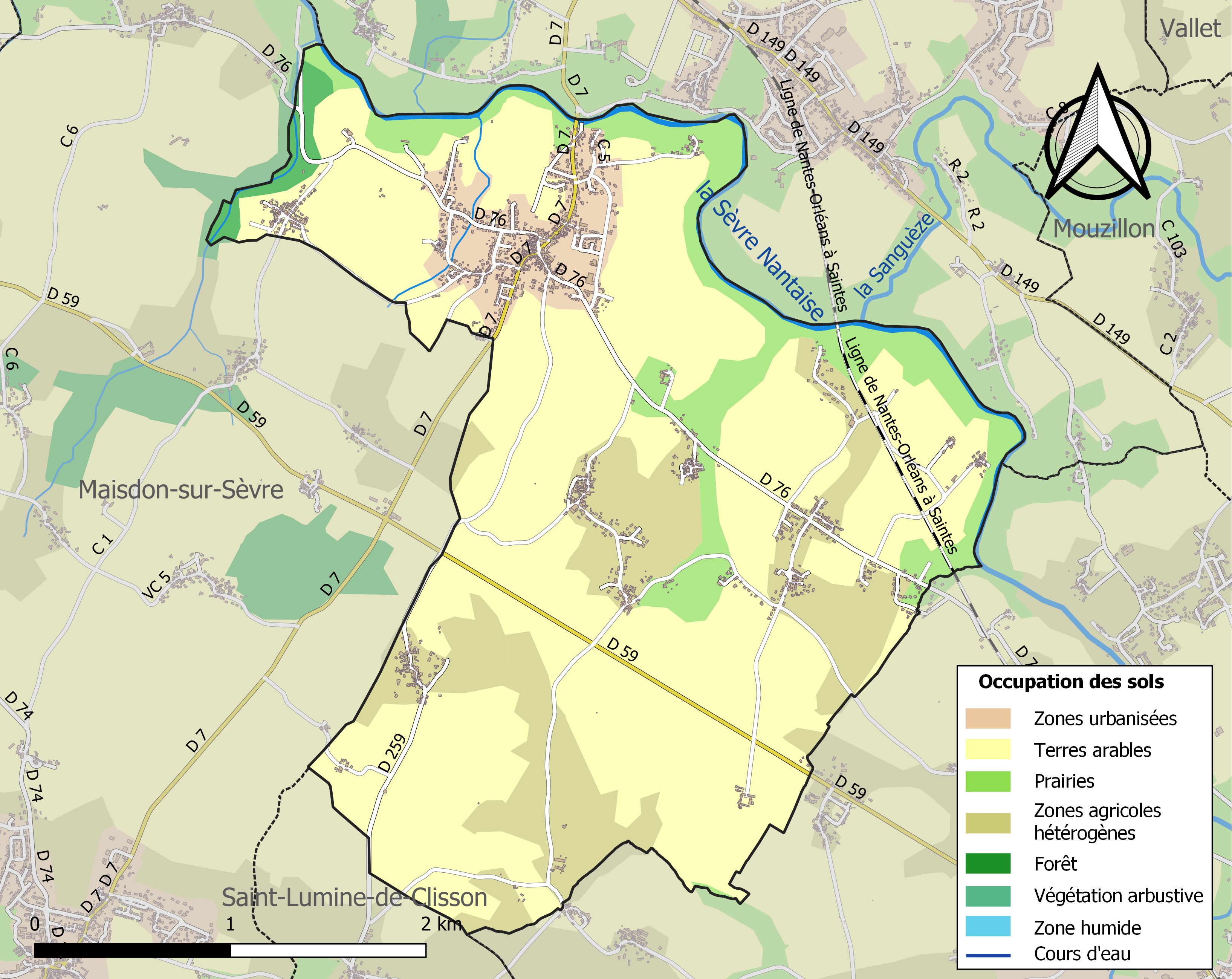
Carte des infrastructures et de l'occupation des sols de la commune en 2018 (CLC).

## Toponymie
Le nom de la localité est attesté sous la forme de Molneriis en 1179.
Monnières est située à la limite entre poitevin et gallo. Son nom en gallo est Moniere (écriture ABCD) ou Mônièrr (écriture MOGA) et se prononce [monjɛʁ].
La forme bretonne proposée par l'Office public de la langue bretonne est Meliner.

## Histoire

### Antiquité
Pendant l'Antiquité, Monnières se situe dans le pays des Pictons dans l'Aquitaine seconde.

### Moyen Âge
Monnières est la commune d'origine de Jean Meschinot. Né au domaine des Mortiers, Jean Meschinot fut écuyer de Pierre II de Bretagne, et participa à la Guerre de Cent Ans. Il fut aussi poète à la cour des ducs de Bretagne écrivant diverses ballades et rondeaux.

### XVIIesiècle
Au XVIIe siècle, les Barrin de la Galissonnière s’installent au château seigneurial de la Janière. Jacques Barrin étend ses possessions sur plusieurs communes aux alentours. L’un de ses descendants, Rolland-Michel Barrin, devint gouverneur de la Nouvelle-France.

### XVIIIesiècle
En 1792, dans l’optique du resserrement des paroisses, Monnières se voit amputé de deux tiers de ses habitants au profit de la paroisse du Pallet.
Pendant les guerres de Vendée, Le 10 mars 1793, comme beaucoup d’autres paroisses de la région, Monnières est entraînée dans l'insurrection générale. Le château de la Galissonnière devient un quartier général pour les généraux vendéens. En juin 1793, Charrette y séjourne avant le siège de Nantes. En septembre 1793, Bonchamps et Lyrot et leurs 7 000 combattants de la Grande Armée essayent de stopper le général Canclaux et ses troupes dans leur retraite vers Nantes après la défaite de la Bataille de Torfou. Après un long combat dans les environs du château contre les 15 000 Mayançais de Canclaux, Bonchamps ordonne la retraite sur Aigrefeuille. Un groupe de soldats de républicain traverse la Sèvre et dans leur poursuite des Royalistes, ils incendient le bourg et l’église.
Le 4 avril 1794, une des colonnes infernales incendie le château de la Galissonnière puis le bourg de Monnières. En poursuivant vers Saint-Lumine-de-Clisson, ils incendient aussi de nombreux hameaux de la commune.

## Héraldique
| Blason | Blasonnement : D'azur à l'écusson de gueules chargé d'une grappe de raisin d'argent, accompagné en chef dextre d'une clef versée, en chef senestre d'un moulin à vent, et en pointe d'un papillon, le tout d'or ; au chef d'hermine. Commentaires : Le chef d'hermine évoque le blasonnement d'hermine plain de la Bretagne, rappelant l'appartenance passée de la ville au duché de Bretagne. Le papillon d'or rappelle les armoiries de la Famille Barrin. |

## Politique et administration
| Période                                  | Période                   | Identité                    | Étiquette        | Qualité                                                                                      |
| ---------------------------------------- | ------------------------- | --------------------------- | ---------------- | -------------------------------------------------------------------------------------------- |
| Les données manquantes sont à compléter. |                           |                             |                  |                                                                                              |
| ca. 1920                                 |                           | Pierre Lusseaud             |                  | Viticulteur, propriétaire                                                                    |
| ca. 1950                                 | 1964                      | Paul de Cornulier-Lucinière |                  | Ancien capitaine de frégate                                                                  |
| 1964                                     | juillet 1966 (décès)      | Henri Gaborit,              |                  | Viticulteur                                                                                  |
| octobre 1966                             | décembre 1968 (démission) | Prosper Chéneau             |                  | Viticulteur                                                                                  |
| janvier 1969                             | mars 1989                 | Albert Méchineau,           |                  | Viticulteur                                                                                  |
| mars 1989                                | mars 2014                 | Claude Carteron             | SE               | Cadre commercial retraité                                                                    |
| mars 2014                                | En cours                  | Benoît Couteau              | SE puis Équinoxe | Chef d'entreprise Vice-président Clisson Sèvre et Maine Agglo Réélu pour le mandat 2020-2026 |

## Population et société

### Démographie
Selon le classement établi par l'Insee, Monnières fait partie de l'aire urbaine et de la zone d'emploi de Nantes et du bassin de vie de Clisson. Elle n'est intégrée dans aucune unité urbaine. Toujours selon l'Insee, en 2010, la répartition de la population sur le territoire de la commune était considérée comme « peu dense » : 99 % des habitants résidaient dans des zones « peu denses »  et 1 % dans des zones « très peu denses ».

#### Évolution démographique
L'évolution du nombre d'habitants est connue à travers les recensements de la population effectués dans la commune depuis 1793. Pour les communes de moins de 10 000 habitants, une enquête de recensement portant sur toute la population est réalisée tous les cinq ans, les populations de référence des années intermédiaires étant quant à elles estimées par interpolation ou extrapolation. Pour la commune, le premier recensement exhaustif entrant dans le cadre du nouveau dispositif a été réalisé en 2005.

En 2022, la commune comptait 2 341 habitants, en évolution de +7,43 % par rapport à 2016 (Loire-Atlantique : +6,68 %, France hors Mayotte : +2,11 %).
| 1793  | 1800 | 1806  | 1821 | 1831  | 1836  | 1841 | 1846  | 1851  |
| ----- | ---- | ----- | ---- | ----- | ----- | ---- | ----- | ----- |
| 1 100 | 667  | 1 028 | 978  | 1 095 | 1 034 | 912  | 1 024 | 1 079 |

| 1856  | 1861  | 1866  | 1872  | 1876  | 1881  | 1886  | 1891 | 1896 |
| ----- | ----- | ----- | ----- | ----- | ----- | ----- | ---- | ---- |
| 1 077 | 1 067 | 1 076 | 1 042 | 1 058 | 1 042 | 1 000 | 958  | 931  |

| 1901 | 1906 | 1911 | 1921 | 1926 | 1931 | 1936 | 1946 | 1954  |
| ---- | ---- | ---- | ---- | ---- | ---- | ---- | ---- | ----- |
| 901  | 890  | 869  | 813  | 988  | 942  | 920  | 893  | 1 004 |

| 1962 | 1968 | 1975  | 1982  | 1990  | 1999  | 2005  | 2006  | 2010  |
| ---- | ---- | ----- | ----- | ----- | ----- | ----- | ----- | ----- |
| 953  | 941  | 1 019 | 1 235 | 1 379 | 1 543 | 1 691 | 1 714 | 1 932 |

| 2015  | 2020  | 2022  | - | - | - | - | - | - |
| ----- | ----- | ----- | - | - | - | - | - | - |
| 2 125 | 2 316 | 2 341 | - | - | - | - | - | - |

#### Pyramide des âges
La population de la commune est relativement jeune.
En 2018, le taux de personnes d'un âge inférieur à 30 ans s'élève à 38,1 %, soit au-dessus de la moyenne départementale (37,3 %). À l'inverse, le taux de personnes d'âge supérieur à 60 ans est de 17,3 % la même année, alors qu'il est de 23,8 % au niveau départemental.
En 2018, la commune comptait 1 127 hommes pour 1 136 femmes, soit un taux de 50,2 % de femmes, légèrement inférieur au taux départemental (51,42 %).
Les pyramides des âges de la commune et du département s'établissent comme suit.
| Hommes | Classe d’âge | Femmes |
| ------ | ------------ | ------ |
| 0,2    | 90 ou +      | 0,3    |
| 3,6    | 75-89 ans    | 5,2    |
| 12,2   | 60-74 ans    | 13,1   |
| 22,7   | 45-59 ans    | 19,1   |
| 22,4   | 30-44 ans    | 25,0   |
| 13,1   | 15-29 ans    | 14,4   |
| 25,8   | 0-14 ans     | 23,0   |

| Hommes | Classe d’âge | Femmes |
| ------ | ------------ | ------ |
| 0,6    | 90 ou +      | 1,8    |
| 6      | 75-89 ans    | 8,6    |
| 15,1   | 60-74 ans    | 16,4   |
| 19,4   | 45-59 ans    | 18,8   |
| 20,1   | 30-44 ans    | 19,3   |
| 19,2   | 15-29 ans    | 17,4   |
| 19,5   | 0-14 ans     | 17,6   |

## Économie
Monnières dispose d'un parc d'activités : le parc d'activités de la Malvineuse. L'économie de Monnières est essentiellement axée sur l'artisanat et le commerce. On y trouve une activité viticole avec la production de muscadet (muscadet-sèvre-et-maine (AOC) ). Les commerces sont liés aux services de proximité : un distributeur de pain, un traiteur, un salon de coiffure, un bar.

## Vie locale
Monnières dispose de salles municipales, d'une bibliothèque, d'une cantine scolaire, un espace jeunes. une halte-garderie, une micro-crèche, un accueil périscolaire et un centre de loisirs sont à disposition des habitants.
Un sentier pédestre est accessible sur la commune. Le circuit des Moulins propose au visiteur de parcourir les chemins à travers les vignes, les bords de la Sèvre, l'étang des Tuileries puis les différents moulins à vent qui jalonnent encore la commune.

### Santé
Monnières dispose d'un cabinet médical, d'un cabinet de kinésithérapie, d'un cabinet d'orthophonie, de permanences d'infirmières, d'un cabinet de pédicure-podologue ainsi qu’un cabinet d’ostéopathie.

### Enseignement
La commune possède deux écoles (à la fois maternelle et primaire) : l'école publique Les Trois-Moulins et l'école privée Saint-Joseph.

### Cultes
La Paroisse Sainte Marie Du Val De Sèvre regroupe les communautés de Boussay, Clisson, Gétigné, Gorges, Saint-Hilaire de Clisson, Monnières et Saint-Lumine de Clisson.

## Lieux et monuments
- L'église Sainte-Radegonde édifice roman (XIe – XIXe siècle). L’église est bâtie au XIe – XIIe siècle avant de subir de profondes transformations. De l’édifice roman subsiste la façade ouest et une partie du mur nord. L’église est agrandie vers l’est dans le style gothique flamboyant au XVe siècle. On lui ajoute un bas-côté au sud au XVIIe siècle[28]. Elle subit un incendie le 22 septembre 1793. L’édifice est restauré. Il fait l’objet d’une nouvelle restauration en 1911[29]. La façade ouest se signale par son clocher-peigne roman à deux ouvertures de plein cintre surmontées d’un fronton. Ce type de clocher est rare en Bretagne et rappelle les constructions templières[30]. On peut le rapprocher de celui de la chapelle des Templiers de Clisson, toute proche. Le mur nord est épaulé par des contreforts plats datant de l’époque romane[31]. À l’intérieur, le mur nord est percé de deux niches de plein cintre abritant des statues, restes des fenêtres romanes[28]. Le chœur est éclairé par une maîtresse-vitre flamboyante à remplage du XVe siècle. Il est couvert d’une voûte en bois en vaisseau renversé[30]. L’église abrite l’enfeu des seigneurs de La Galissonnière, crypte voûtée de 3 mètres par 2,25 mètres[29]. Sous la tribune, le sol est pavé de pierres tombales de Templiers, très usées. Leurs dessins (épées, croix ancrées et pattées) ont été relevés par Paul de Berthou au début du XXe siècle alors qu'ils étaient encore lisibles[31]. Les vitraux de l’église sont l’œuvre de Robert Duvoucoux, des ateliers  Jacques Grüber[29],[30]. L’église contient plusieurs objets mobiliers protégés au titre des Monuments Historiques :

| Monument                                             | Date                                | Notice               | Type de protection | protection        | Photographie |
| ---------------------------------------------------- | ----------------------------------- | -------------------- | ------------------ | ----------------- | ------------ |
| dalle funéraire de François Derville                 | 1er quart du XVIIIe siècle          | Notice no PM44000269 | classé             | 22 octobre 1909   |              |
| dalle funéraire d'une dame                           | XVIIIe siècle                       | Notice no PM44000679 | classé             | 22 octobre 1909   |              |
| deux statues (statuettes) : Anges                    | 1re moitié du XIXe siècle           | Notice no PM44000959 | inscrit            | 31 mars 1978      |              |
| statue : Christ en croix                             | 1re moitié du XIXe siècle           | Notice no PM44000957 | inscrit            | 31 mars 1978      |              |
| statue : Sainte Radegonde                            | 1relink title moitié du XIXe siècle | Notice no PM44000956 | inscrit            | 31 mars 1978      |              |
| statue : Saint Louis                                 | 1re moitié du XIXe siècle           | Notice no PM44000955 | inscrit            | 31 mars 1978      |              |
| croix (crucifix)                                     | XVIIIe siècle                       | Notice no PM44000958 | inscrit            | 31 mars 1978      |              |
| tableau : La prédication au bord du lac de Tibériade | 2e quart du XXe siècle              | Notice no PM44001469 | inscrit            | 1er décembre 1998 |              |

- Moulins à vent. Beaucoup de moulins étaient présents sur la commune. Beaucoup disparurent. À l'origine, il existait 8 moulins à vent à Monnières. Aujourd'hui, il n'en reste plus que 3 : les moulins de la Bidière, de la Justice et de la Minière.
- Château Le Plessis Brézot
- Calvaire à l'intersection de la rue de la Mairie et la rue du Fief Seigneur.

## Personnalités liées à la commune
- Jean Meschinot (1420-1491), poète breton de langue française à la cour des ducs de Bretagne.
- Famille Barrin.